# نورا بيري
نورا بيري (بالإنجليزية: Nora Perry) هي لاعبة كرة الريشة بريطانية، ولدت في 15 يونيو 1954.

## روابط خارجية
- نورا بيري على موقع BWF.tournamentsoftware.com (الإنجليزية)
- نورا بيري على موقع BWFbadminton.com (الإنجليزية)
- نورا بيري على موقع اتحاد ألعاب الكومنولث (مؤرشف) (الإنجليزية)
- نورا بيري على موقع اتحاد ألعاب الكومنولث (مؤرشف) (الإنجليزية)
- نورا بيري على موقع الجمعية الدولية للألعاب العالمية (الإنجليزية)